# Цихэ
Цихэ́ (кит. упр. 齐河, пиньинь Qíhé) — уезд городского округа Дэчжоу провинции Шаньдун (КНР).

## История
При династии Цинь в 221 году до н.э. здесь был создан уезд Чжукэ (祝柯县). После основания империи Хань он был в 196 году до н.э. переименован в Чжуэ (祝阿县). Во времена диктатуры Ван Мана уезд был переименован в Аньчэн (安城县), но при империи Восточная Хань ему было возвращено название Чжуэ. При империи Тан в 742 году в память о том, как Великий Юй усмирил потоп, уезд был переименован в Юйчэн. При империи Цзинь в 1130 году восточная часть уезда была выделена в отдельный уезд Цихэ.
В 1950 году был образован Специальный район Дэчжоу (德州专区), и уезд Юйчэн вошёл в его состав. В 1956 году Специальный район Дэчжоу был расформирован, и уезд Цихэ перешёл в состав Специального района Ляочэн (聊城专区), при этом к нему была присоединена часть уезда Чанцин, лежавшая западнее реки Хуанхэ. В 1961 году Специальный район Дэчжоу был воссоздан, и уезд Цихэ вновь вошёл в его состав. В 1967 году Специальный район Дэчжоу был переименован в Округ Дэчжоу (德州地区).
Постановлением Госсовета КНР от 17 декабря 1994 года были расформированы город Дэчжоу и округ Дэчжоу, и образован городской округ Дэчжоу.

## Административное деление
Уезд делится на 2 уличный комитета, 11 посёлков и 2 волости.